# Rumohra humbertii
Rumohra humbertii är en träjonväxtart som beskrevs av Tard. Rumohra humbertii ingår i släktet Rumohra och familjen Dryopteridaceae. Inga underarter finns listade.